# بنجامين وايتمان
بنجامين وايتمان (بالإنجليزية: Ben Whiteman)‏ هو لاعب كرة قدم بريطاني في مركز الوسط، ولد في 17 يونيو 1996 في روتشديل في المملكة المتحدة. لعب مع شيفيلد يونايتد.

## وصلات خارجية
- بنجامين وايتمان على موقع قاعدة بيانات كرة القدم.إي يو (الإنجليزية)
- بنجامين وايتمان على موقع Soccerbase.com (لاعب) (الإنجليزية)
- بنجامين وايتمان على موقع Soccerway.com (الإنجليزية)

قالب:تشكيلة بريستون نورث ايند